# Konopí rumištní
Konopí rumištní (Cannabis ruderalis, dle nového taxonomického pojetí Cannabis sativa var. ruderalis, tj. poddruh konopí setého) je jednoletá dvoudomá rostlina z čeledi konopovitých, vyskytující se na ruderálních stanovištích či jako plevel v polních kulturách. Tento druh konopí je nižšího vzrůstu oproti Cannabis sativa. Jako droga je vzhledem k nízkému obsahu THC prakticky bezcenná. Pochází ze Střední Asie, v Česku se vyskytuje na jižní Moravě.